# モーラ・マロリー
モーラ・ビュルステット・マロリー（Molla Bjurstedt Mallory, 1884年3月6日 - 1959年11月22日）は、ノルウェー・オスロ出身の女子テニス選手。1910年代から1920年代にかけて活躍し、全米選手権の女子シングルス大会最多優勝記録「8勝」を樹立した選手である。右利きのベースライン・プレーヤーで、攻撃的なフォアハンド・ストロークとライジング・ショット（球の上がり端を打ち返す技術）を駆使し、ボールのコースを散らせて対戦相手を疲れさせるスタイルのテニスを得意とした。本名は Anna Margrethe Bjurstedt （アンナ・マルグレーテ・ビュルステット）といい、「モーラ」は彼女の愛称である。選手時代の1920年にフランクリン・マロリー（Franklin Mallory）と結婚した。

## 来歴
モーラ・ビュルステットは1912年のストックホルム五輪で、ノルウェー代表選手として女子テニスの銅メダルを獲得している。それから3年後、第1次世界大戦中の1915年に、彼女はマッサージ師の仕事に就くためアメリカ・ニューヨークへ渡った。渡米後、彼女は「全米室内テニス選手権」（U.S. Indoor Championships）の決勝でマリー・ワーグナー（1883年 - 1975年）を破り、アメリカで初めて名声を獲得する。それから、モーラ・ビュルステットは「フィラデルフィア・クリケットクラブ」で開かれた「全米女子シングルス選手権」に初出場で初優勝を飾り、以後1918年まで女子シングルス4連覇を達成した。当時の全米選手権は、5つの部門（男女シングルス・男女ダブルス・混合ダブルス）がそれぞれ個別の名称を持ち、大会会場も別々のテニスクラブで開かれていた。この期間中に、男女シングルスの会場はニューヨーク・クイーンズ地区の「フォレストヒルズ」にある「ウエストサイド・テニスクラブ」へ移転する。やがて「フォレストヒルズ」は、全米選手権を指す代名詞のような言葉になった。1920年、モーラ・ビュルステットはフランクリン・マロリーと結婚して「モーラ・ビュルステット・マロリー」と名乗るようになった。結婚した年から1922年まで、マロリーは再び全米選手権に3連覇を達成する。1922年から1924年まで、マロリーは3年連続でヘレン・ウィルスと決勝対決をした。1922年の決勝ではマロリーが 6-3, 6-1 と完勝して3年連続7度目の優勝を決めたが、1923年と1924年の決勝ではウィルスに連敗した。
1921年の全米選手権女子シングルス2回戦は、モーラ・マロリーの名声を確立する記念碑的な試合となった。この試合で、マロリーは当時の世界女王として君臨し始めたフランスのスザンヌ・ランランに、第1次世界大戦後の試合で唯一の黒星をつけたのである。全米選手権初出場のランランは、この大会ではノーシード選手だった。マロリーは第1セットを 6-2 で先取し、相手をコート中に走らせる得意の戦術で波に乗った。息切れして疲れ果てたランランは、第2セットの途中で咳込み、泣き出してしまう。そして審判に「試合続行不可能」と告げた。この屈辱を味わったランランは、もう2度と全米選手権に出場することはなかった。翌1922年のウィンブルドン選手権決勝で、ランランはマロリーに 6-2, 6-0 で雪辱を果たしている。
1926年の全米選手権で、42歳のモーラ・マロリーはエリザベス・ライアンと決勝を戦い、ダブルスの名手であるライアンに 4-6, 6-4, 9-7 の逆転勝ちを収めた。これでマロリーは大会最多優勝記録となる「8勝」に到達すると同時に、4大大会の女子シングルス最年長優勝記録も樹立した。マロリーは45歳を迎える1929年まで「15年連続」で全米選手権に出場を続けたが、最後の年も準決勝まで勝ち残った。15年間で最悪の成績は、1927年のベスト8止まりであった。1955年に国際テニス殿堂が設立され、マロリーは1958年に殿堂入りを果たす。1959年11月22日、モーラ・ビュルステット・マロリーはスウェーデンの首都ストックホルムで75年の生涯を閉じた。

## 全米選手権の成績
- 女子シングルス：8勝（1915年-1918年・1920年-1922年・1926年）　［大会歴代1位］
- 女子ダブルス：2勝（1916年・1917年）　［準優勝2度：1918年・1922年］
- 混合ダブルス：3勝（1917年・1922年・1923年）　［準優勝5度：1915年・1918年・1920年・1921年・1924年］

（ウィンブルドン選手権女子シングルス準優勝1度：1922年）